# 埃伯斯瓦尔德
埃伯斯瓦尔德（德語：Eberswalde，發音：[ˌeːbɐsˈvaldə] ⓘ）是德国勃兰登堡州巴尔尼姆县的城市，也是巴尔尼姆县的县治，面积93.64平方千米，2023年12月31日人口为41,704人。